# Столяр

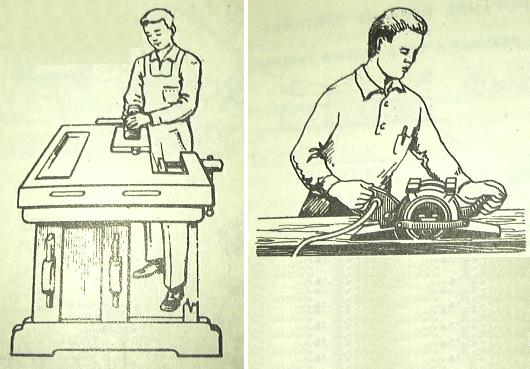
Столяры.

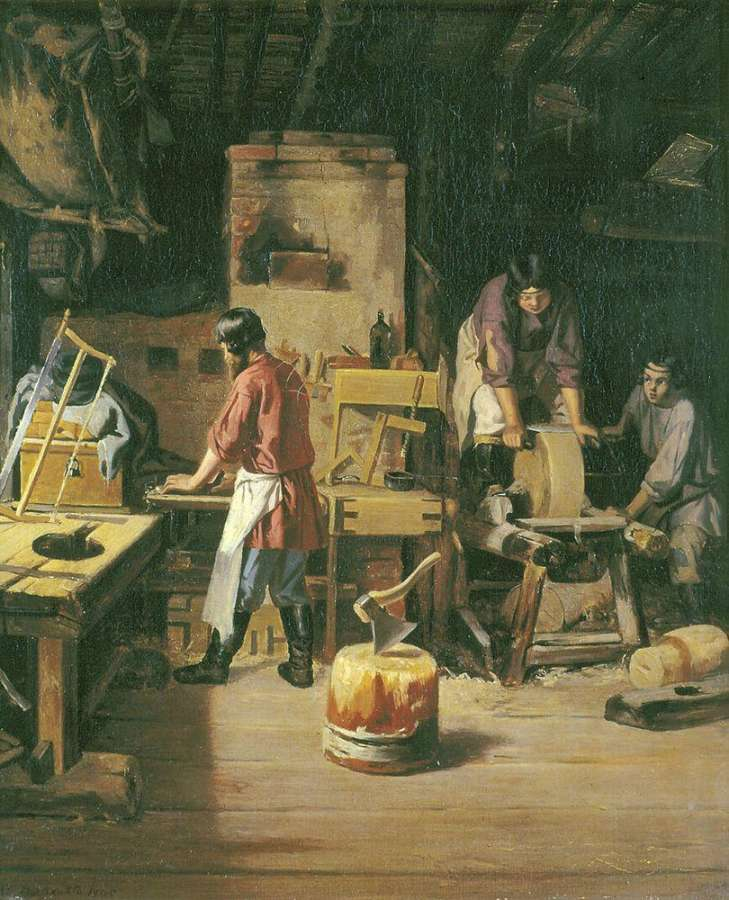
Л. К. Плахов. В столярной мастерской. 1845 год.

Столя́р — профессиональный рабочий, ремесленник, работающий с деревом, изготавливающий изделия из дерева или из материалов на древесной основе.
Столяр занимается столярными работами: изготовлением сложной мебели, дверей, окон, арок, лестниц и других изделий из массива древесины с возможным применением фанерования, лакирования, без резьбы вручную. Столяр выполняет более точную, тонкую работу, чем плотник, и не менее сложную, чем резчик (или скульптор) по дереву. Столяр может выполнять уникальные работы по микромоделированию на деревянной основе. Слово, согласно Фасмеру, происходит от польского stolarz (от stóɫ — стол) с тем же значением, что и в русском языке. Польское слово, в свою очередь, является калькой немецкого Tischler (с тем же значением). Профессия столяра востребована в мебельном производстве, в строительстве и отделке домов, в авиационной промышленности (изготовление деревянных планёров и частей самолётов), в фигурной резьбе по дереву и в других сферах

## Профессиональные функции
К профессиональным функциям столяра относятся:
- Вытачивание и изготовление изделий из дерева или на деревянной основе, изготовление мебели (столов, стульев, шкафов, сервантов, табуреток, тумбочек, полок и т. д.), окон, плинтусов, карнизов, лестниц, деревянных частей самолётов и фигурная резьба по дереву.
- Распиливание и строгание вручную необлицованных брусковых деталей простого профиля.
- Приготовление столярного клея. Нанесение клея вручную на склеиваемые детали и удаление его потёков с деталей и узлов. Установка шкантов на клей. Наклейка на изделия обивочных материалов.
- Сборка рамок на металлических скрепках. Сборка простых ящиков из готовых деталей.
- Заточка простого столярного инструмента. Обклейка концов фанерованных деталей гуммированной лентой. Пропитка пластей (пласть — продольная широкая сторона пиломатериала, а также любая сторона пиломатериалов квадратного сечения[4]) и кромок брусков мыльным раствором. Раскалывание кругляка на заготовки различных размеров и зарубка контура резной игрушки. Разработка новых изделий, включающая изготовление прототипа, шаблонов и приспособлений для серийного производства.

## Плотник и столяр
Плотников и столяров часто путают. Хотя предметом обоих является работа с деревом, между ними имеются существенные различия. Работа столяров заключается в создании предметов быта и мебели из различных пород дерева и древесных материалов. Плотник же создаёт более крупные деревянные конструкции (дома, корабли) и их детали. На работе он использует набор плотницких инструментов, делая соответствующие соединения в подготовленном материале. 
Плотник, в отличие от столяра или мебельщика, участвует в строительстве срубов, каркасов зданий, стропил, полов, дверныx и оконных проемов.
Профессия столяра требует более обширных знаний о различных видах дерева, оценке их качества, свойств и назначения, а также типов соединений: постоянных (клей) или отрывных (дюбель, шпоночный паз) и т. д. Столяр должен не только владеть ручными навыками, но и обладать пространственным воображением и художественными талантами.
- Краснодеревщик — специалист по изготовлению и ремонту мебели, в том числе антикварной. Столяры-краснодеревщики считаются элитой в своей специальности, это наиболее высокооплачиваемые и квалифицированные мастера.[5]

## Столярные инструменты
также: Категория:Столярные инструменты
Для выполнения столярных работ столяры используют следующие столярные инструменты: 
- инструменты: долото (угловое долото, лапчатое долото, углубитель), стамеска, ерунок, молоток, молот, киянка, рубанок (рубанок двойной, шпунтовый рубанок, гребневый рубанок, галтель (галтельник), фуганок и полуфуганок, шерхебель, шпунтубель), ручная пила, пила шпунтовая (для выпиливания шпунтов), циркулярная пила, ленточная пила, лучковая пила, выкружная пила, обушковая пила, поперечная пила, разводка и шаблон для проверки развода зубьев пилы (шаблон для проверки разводки зубьев пилы), ножовка по дереву, лобзик (пружинный, рамочный, электрический), скобозабиватель, зензубель, фальцгебель, цикля, стусло, тесло, топор, шлихтик, медведок, штап (штапгобель), выгнутый горбач, вогнутый горбач, грунтубель, стружок, донце, протяжка, дорожник, колодка, наградка, нож, резак, скальпель, фризник, закройник, брусок шлифовальный, рашпиль, напильник, надфиль, шкурка, оселок и точило, малка,  дрель ручная и спиральная, сверло и раздвижное сверло, коловорот, ворот, бурав и буравчик, шило, отвёртка, гаечный ключ, ручник, вьюшка, нажим, скобель, скоба, таскальная скоба, таскальный крюк, напарье, перка (центровая, винтовая перка и шурупная), клещи, щипцы, пинцет, плоскогубцы и круглогубцы, кусачки, ножницы, карандаш, маслёнка
  - измерительные: линейка (поверочная линейка, радиально-разметочная линейка), шнур, рулетка, угольник, угломер, уровень, отвес, юстир, поверочная рейка, масштаб, циркуль и кронциркуль, нутромер, штангенциркуль, рейсмус, черта, чертилка, отволока,
- станки: сверлильный станок, фрезерный станок, станок для обрезки брусков, заточный станок, строгально-пильный станок,
- приспособления: верстак, струбцина, тиски и тиски деревянные, зажимы, ручной кантователь

## Правила безопасности
Для безопасности столяр должен знать своё столярное дело, уметь пользоваться столярным инструментом, должен работать в специальной одежде, надевать при необходимости средства индивидуальной защиты (очки, перчатки, респиратор и т. п.), знать и соблюдать правила техники безопасности. Дети школьного возраста могут обучаться столярному делу под руководством опытного учителя (наставника, инструктора и родителей), при этом они могут непосредственно пользоваться простыми столярными инструментами, но не допускаются к пользованию дисковыми и ленточными пилами. К самостоятельному производству столярных работ допускаются лица не моложе 18 лет, имеющие соответствующую квалификацию, прошедшие вводный инструктаж и первичный инструктаж на рабочем месте по охране труда, правилам пожарной безопасности, а также прошедшие инструктаж по охране труда при работе на сверлильном станке, с переносным пневмоинструментом, при работе с ручным электроинструментом II кл., при работе на высоте, при использовании грузоподъёмных машин, управляемых с пола.

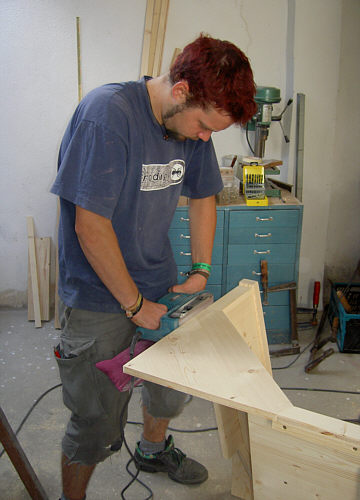
Столяр за работой

## Профессиональные заболевания
Как и в любой профессии, при выполнении столярных работ нужно руководствоваться правилами техники безопасности, а также хорошо знать своё дело и уметь пользоваться инструментом. В случае игнорирования правил техники безопасности и режима работы, а также неправильного пользования инструментами могут возникнуть профессиональные заболевания. К профессиональным заболеваниям столяра относят в основном заболевания дыхательных путей (такие как рак лёгкого или рак носовой полости), травмы двигательного аппарата (крестец, позвоночник), и травмы конечностей (отпиливание пальцев рук, ладоней, ампутация пальцев ног из-за их травмирования), снижение слуха (у столяров-станочников). Перечисленные заболевания, как правило, не возникают при соблюдении правил техники безопасности и режима работы, а также при правильном пользовании инструментами, причём столяры сохраняют работоспособность до преклонного возраста.